# 数码报刊
数码报刊是将传统的报刊经过数码化技术的处理后，发布至终端设备上进行阅读的报刊。

## 定义
通常将数码报刊定义为：数码报刊是传统报刊数码化后的形态。
传统报刊的数码化，是指将传统印刷至纸质媒介的内容，利用数码出版技术发布成为终端设备可以阅读的格式。
在中文传播领域，亦称为电子报刊。
按此定义，数码报刊技术是通过存储媒介、互联网（无线互联网）甚至任何电信通道,如有线电视，将传统报刊内容发布至用户终端的技术。数码报刊是指展现于各终端，但展现方式继承传统报刊方式或从事传统报刊内容生产者意图的展示方式的报刊。

### 数码报刊与新媒体的区别
- 内容

数码报刊提供的是原有纸质报刊上的内容，以及经过传统报刊从业人员加工整理的新闻，新媒体的内容生产者为互联网站或其它信息渠道。这里所指的新媒体，还包括报刊集团借鉴互联网技术及其展现方式，组织自己的新媒体部门，依托报刊内容及纸质报刊无法承载而报刊从业者已生产内容进行的发布。
- 展现形式

数码报刊可以实现原版多终端展现，也可以结合类似网站的展现形式。
新媒体由于没有纸质出版，即使可以模拟报纸的形式进行排版，也没有原版展现的形式。
因为数码报刊需要基于平面媒体，所以基于短信和2G传播的手机报，或门户网站的新闻频道，尽管其内容80%来自报刊，但其LOGO和展现方式有异于传统报刊，一般不看作数码报刊。

## 实现基础
数码化报刊的实现基础是传统报业在采集、编辑、审核、排版、印刷等关键环节实现数码化。尤其是排版的数码化技术。
在中国大陆地区，普遍使用北大方正、潍坊华光以及最近出现的出版系统集成商紫新报通、上海阿尔法或者Adobe的技术进行排版。

## 展现形态

### 在计算机上的阅读
目前在计算机上阅读数码化报纸主要有以下几种展现形态
- 传统html 网页和HTML5

提供报纸的版面图片，划分可点击区域，点击后以网页的形式呈现。
而基于HTML5技术的报纸版面阅读，则实现了不再基于页面跳转的内容展示。
- Adobe Flash 等富互联网技术

报纸的版面图片可使用动画效果翻页，可以缩放，可点击并呈现相应内容
- pdf 等文档格式

可以在线或离线阅读，还原原版内容，功能由阅读软件决定。

### 在专用终端设备上的阅读
专用的终端设备，指的是例如街头售报机，触摸屏读报终端等。
这些设备通常屏幕较大，因此直接显示原版的报纸。

### 在移动互联网设备上的阅读
移动互联设备指平板电脑、电子阅读器、3G手机等阅读设备。
这些设备很少支持富互联网技术（例如，iPad不支持Flash），因此通常采用不同的呈现方式。
在这些设备上目前有多种方式：
- 原版内容方式，例如 网页、图片、PDF等方式，
- 采用基于网站数据、自动排版的阅读客户端。

### 在手机上的阅读
手机屏幕较小，原版阅读作为二代手机报形式，开始进入应用。
- 较少采用原版的方式发布。
- 通常是基于新闻本身的阅读模式。
- 现在有基于3G手机的原版阅读应用

## 应用前景
随着3G无线互联网技术的发展，数码报刊拥有更多的呈现平台，新技术可以将报刊通过多种终端展示给读者。在这一过程中，数码报刊由内容生产者到内容接收者各个环节，数码报刊技术的含义丰富到该技术不仅应该将数码报刊生产出来，且应发行到内容接收者。
随着移动阅读设备的发展，人们可以在屏幕大小接近书刊的手持阅读器上阅读报刊内容。阅读效果会有更大的提升。
数码报刊的长线技术还有很大的发展空间，没有人知道未来的数码报刊是什么样。但基于内容生产者确立的终端展现，相较于目前新媒体概念，给人的想象空间更大。